# 小行星2192
小行星2192（2192 Pyatigoriya）是一颗围绕太阳公转的小行星。1972年4月18日，塔瑪拉·斯米爾諾娃在克里米亚发现了此天体
該小行星以俄羅斯的城市皮亞季戈爾斯克命名。
这颗小行星的绝对星等为142.64789等。